# Dara Mohammed Habeib
Dara Mohammed Habeib (en árabe: دارا محمد حبيب; nacido en Kirkuk, Irak, 16 de julio de 1987) es un futbolista internacional iraquí de origen kurdo. Juega de defensa y su equipo actual es el Sulaymaniyah FC

## Trayectoria
Dara Mohammed, que actúa de lateral izquierdo, comenzó su carrera profesional en el Sulaymaniyah FC.
En la temporada 2007-08 milita en el Arbil FC, club con el que se proclama campeón de Liga.
Al año siguiente regresa al Sulaymaniyah FC.

## Selección nacional
Ha sido internacional con la Selección de fútbol de Irak en 1 ocasión. Su debut con la camiseta nacional se produjo en 2007.
Ha sido convocado para participar en la Copa Confederaciones 2009.

## Clubes
| Club                       | País | Año       |
| -------------------------- | ---- | --------- |
| Sulaymaniyah Football Club | Irak | 2006-2007 |
| Arbil FC                   | Irak | 2007-2008 |
| Sulaymaniyah Football Club | Irak | 2008-     |

## Títulos
- 1 Liga de Irak (Arbil FC, 2008)